# Antonina Mel'nikova
Antonina Alekseevna Mel'nikova, coniugata Pilipenko (in russo Антонина Алексеевна Мельникова-Пилипенко?; Rahačoŭ, 19 febbraio 1958), è un'ex canoista sovietica, dal 1991 bielorussa.

## Palmarès

### Olimpiadi
- 1 medaglia:
  - 1 bronzo (Mosca 1980 nel K-1 500 m)